# Championnats d'Afrique de karaté 2022
Navigation
Édition précédente Édition suivante
Les championnats d'Afrique de karaté 2022, vingt-et-unième édition des championnats d'Afrique de karaté, ont lieu du 28 novembre au 4 décembre 2022 à Durban, en Afrique du Sud. La 13e édition des championnats juniors et la 5e édition des championnats cadets s'y tiennent conjointement.

## Médaillés

### Hommes
| Épreuve           | Or | Argent | Bronze                                                                                           |
| ----------------- | --- | --- | ------------------------------------------------------------------------------------------------ |
| Kata              | Karim Waleed Ghaly (EGY) | Saber Benmekhlouf (ALG)                                                                                            | Mohamed Maanaoui (MAR)                                                                           |
| Kata              | Karim Waleed Ghaly (EGY) | Saber Benmekhlouf (ALG)                                                                                            | Jesse Robert Sim (RSA)                                                                           |
| Kata par équipe   | Maroc Salah Eddine El Mansoury Abdel Monaem Maanaoui Mohamed Maanaoui                                                                  | Algérie Badis Abderrahmane Belaabed Saber Benmekhlouf Abdelali Tahoulit                                            | République démocratique du Congo Ndibwami Buguzi Sibomana Buguzi Masimango Kwitonda              |
| Kata par équipe   | Maroc Salah Eddine El Mansoury Abdel Monaem Maanaoui Mohamed Maanaoui                                                                  | Algérie Badis Abderrahmane Belaabed Saber Benmekhlouf Abdelali Tahoulit                                            | Afrique du Sud Bradley Ho-Tong Sibongiseni Ngwenya Jesse Robert Sim                              |
| Kumite −60 kg     | Karim Abou Etta (EGY) | Abdel Ali Jina (MAR)                                                                                               | Alaeddine Salmi (ALG)                                                                            |
| Kumite −60 kg     | Karim Abou Etta (EGY) | Abdel Ali Jina (MAR)                                                                                               | Mohamed Ayat (TUN)                                                                               |
| Kumite −67 kg     | Ahmed Aiman Lotfy (EGY) | Anass Alami (MAR)                                                                                                  | Fouad Benbara (ALG)                                                                              |
| Kumite −67 kg     | Ahmed Aiman Lotfy (EGY) | Anass Alami (MAR)                                                                                                  | Mohamed Aziz Rfigui (TUN)                                                                        |
| Kumite −75 kg     | Said Oubaya (MAR) | Gofaone Mosupiemang (BOT)                                                                                          | Abdalla Abdelaziz (EGY)                                                                          |
| Kumite −75 kg     | Said Oubaya (MAR) | Gofaone Mosupiemang (BOT)                                                                                          | Aiden Jackson (RSA)                                                                              |
| Kumite −84 kg     | Youssef Badawy (EGY) | Tshipata Kalala (COD)                                                                                              | Nabil Ech-Chaabi (MAR)                                                                           |
| Kumite −84 kg     | Youssef Badawy (EGY) | Tshipata Kalala (COD)                                                                                              | Oussama Baha-Eddine Zitouni (ALG)                                                                |
| Kumite +84 kg     | Tarek Mahmoud Taha (EGY) | Hocine Daikhi (ALG)                                                                                                | Mehdi Sriti (MAR)                                                                                |
| Kumite +84 kg     | Tarek Mahmoud Taha (EGY) | Hocine Daikhi (ALG)                                                                                                | Nuri Abdulsalam (LBA)                                                                            |
| Kumite par équipe | Égypte Abdalla Abdelaziz Abdalla Hesham Abdelgawad Karim Abou Etta Youssef Badawy Ahmed Aiman Lotfy Taha Tarek Mahmoud Mohamed Ramadan | Algérie Moussa Belhamel Fouad Benbara Mohamed Benbrahem Hocine Daikhi Alaeddine Salmi Oussama Zaid Oussama Zitouni | Maroc Anass Alami Nabil Ech-Chaabi Oussama Fahssi Abdel-Ali Jina Said Oubaya Mehdi Sriti         |
| Kumite par équipe | Égypte Abdalla Abdelaziz Abdalla Hesham Abdelgawad Karim Abou Etta Youssef Badawy Ahmed Aiman Lotfy Taha Tarek Mahmoud Mohamed Ramadan | Algérie Moussa Belhamel Fouad Benbara Mohamed Benbrahem Hocine Daikhi Alaeddine Salmi Oussama Zaid Oussama Zitouni | Tunisie Mohamed Ayat Ramez Bouallagui Houssem Edin Choiya Mohamed Aziz Rfigui Ahmed Rayane Tlili |

### Femmes
| Épreuve           | Or                                                                 | Argent                                                                    | Bronze                                                                 |
| ----------------- | ------------------------------------------------------------------ | ------------------------------------------------------------------------- | ---------------------------------------------------------------------- |
| Kata              | Aya En-Nesyry (MAR)                                                | Suzelle Pronk (NAM)                                                       | Narimène Dahleb (ALG)                                                  |
| Kata              | Aya En-Nesyry (MAR)                                                | Suzelle Pronk (NAM)                                                       | Nourhan Sewidan (EGY)                                                  |
| Kata par équipe   | Algérie Narimène Dahleb Sara Hanouti Rayane Salakedji              | Maroc Sanae Agalmam Aya En-Nesyry Marwa Salmi                             | Afrique du Sud Ayesha Esop Sanjana Maharaj Timia Alereece Goberdin     |
| Kumite −50 kg     | Reem Ahmed Salama (EGY)                                            | Cylia Ouikene (ALG)                                                       | Marinda Roetz (RSA)                                                    |
| Kumite −50 kg     | Reem Ahmed Salama (EGY)                                            | Cylia Ouikene (ALG)                                                       | Maïmouna Niang (SEN)                                                   |
| Kumite −55 kg     | Ahlam Youssef (EGY)                                                | Louiza Abouriche (ALG)                                                    | Godfirst Orie Ukoha-Sampson (NGA)                                      |
| Kumite −55 kg     | Ahlam Youssef (EGY)                                                | Louiza Abouriche (ALG)                                                    | Chirine Zarrati (TUN)                                                  |
| Kumite −61 kg     | Chaima Midi (ALG)                                                  | Wafa Mahjoub (TUN)                                                        | Dahab Ali (EGY)                                                        |
| Kumite −61 kg     | Chaima Midi (ALG)                                                  | Wafa Mahjoub (TUN)                                                        | Fatima-Zahra Chajai (MAR)                                              |
| Kumite −68 kg     | Feryal Abdelaziz (EGY)                                             | Danielle Van Wyk (RSA)                                                    | Bineta Diop (SEN)                                                      |
| Kumite −68 kg     | Feryal Abdelaziz (EGY)                                             | Danielle Van Wyk (RSA)                                                    | Rita Ogene (NGA)                                                       |
| Kumite +68 kg     | Menna Shaaban Okila (EGY)                                          | Ndeye Codou Cissé (SEN)                                                   | Stella Ogandoa Nsioma (CMR)                                            |
| Kumite +68 kg     | Menna Shaaban Okila (EGY)                                          | Ndeye Codou Cissé (SEN)                                                   | Chioma Ani (NGA)                                                       |
| Kumite par équipe | Algérie Louiza Abouriche Karima Mekkaoui Chaima Midi Cylia Ouikene | Maroc Sawsane Benchbab Nisrine Brouk Fatima-Zahra Chajai Chaimae El Hayti | Afrique du Sud Tiane De Bod Marinda Roetz Meghan Smit Danielle Van Wyk |
| Kumite par équipe | Algérie Louiza Abouriche Karima Mekkaoui Chaima Midi Cylia Ouikene | Maroc Sawsane Benchbab Nisrine Brouk Fatima-Zahra Chajai Chaimae El Hayti | Égypte Feryal Abdelaziz Habiba Helmy Menna Shaaban Okila Ahlam Youssef |